# Giennadij Wiediernikow
Giennadij Gieorgijewicz Wiediernikow (ros. Геннадий Георгиевич Ведерников, ur. 5 sierpnia 1937 w Ałdanie, zm. 27 lipca 2001 w Moskwie) – radziecki działacz partyjny i państwowy, członek KC KPZR (1986-1990), zastępca przewodniczącego Rady Ministrów ZSRR (1986-1989).
1960 ukończył Syberyjski Instytut Metalurgiczny, 1965 wstąpił do KPZR. Zajmował kierownicze stanowiska w zakładach metalurgicznych w Czelabińsku, 1970-1973 II sekretarz rejonowego komitetu partyjnego w Czelabińsku, 1973-1978 szef wydziału i główny inżynier w zakładach metalurgicznych. 1978-1979 II sekretarz, a 1979-1981 I sekretarz Komitetu Miejskiego KPZR w Czelabińsku, 1981-1983 sekretarz Komitetu Obwodowego KPZR w Czelabińsku, 1983-1984 inspektor KC KPZR, 1984-1986 I sekretarz Komitetu Obwodowego KPZR w Czelabińsku, 1986-1989 zastępca przewodniczącego Rady Ministrów ZSRR, 1989-1991 ambasador nadzwyczajny i pełnomocny ZSRR w Danii. 1986-1990 członek KC KPZR. Deputowany do Rady Narodowości Rady Najwyższej ZSRR i do Rady Najwyższej Rosyjskiej FSRR. Odznaczony Orderem „Znak Honoru” i medalami.